# Contea di Belyuen
La contea di Belyuen è una delle 16 Local Government Areas che si trovano nel Territorio del Nord, in Australia. Essa si estende su di una superficie di 40,9 chilometri quadrati ed ha una popolazione di 205 abitanti. Non essendoci all'interno della contea agglomerati urbani abbastanza grandi per ricevere il titolo di città, non vi è un vero e proprio capoluogo; gli uffici della contea si trovano comunque nella vicina città di Darwin, con cui sono in corso colloqui per giungere ad una fusione delle rispettive LGA.